# Семерич Юрій Петрович
Юрій Петрович Семерич — начальник Військ зв'язку Збройних сил України з 2001 по 2004 рік, до того також був начальником управління зв'язку — начальником військ зв'язку Прикарпатського військового округу, генерал-майор.